# Takeshi Miura (actor)
Takeshi Miura (三浦 威 Miura Takeshi?, 2 de abril de 1938 - 9 de diciembre de 2013) fue un actor japonés.
Estuvo casado con la actriz Etsuko Takeuchi.

## Vida
Después de estudiar actuación en el Estudio Actuación Mizushina (desde 1957), en el Clase de Actuación Gekidan Mingei, y perfeccionar sus habilidades en el Gekidan Seinen Geijutsu Gekijo, se unió al Teatro Gekidan Mingei en 1968.
Murió el 9 de diciembre de 2013, a partir de neumonía.

## Apariciones (selección)

### Obra de teatro
- 島 (Shima, "La Isla"), 1968
- もう一人のヒト (Mo hitori no hito, "Una Persona Más"), autor: Tadashi Iizawa, 1970,
- 破戒 (Hakai, "La Ruptura de los Mandamientos Budistas"), autor: Tōson Shimazaki, 1971
- 胎内 (Tainai, "En el Vientre"), autor: Jūrō Miyoshi, 1973
- 星の牧場 (Hoshi no Makiba, "El Prado de las Estrellas", autor: Eiji Shōno, 1979
- エレジー 父の夢は舞う (Erejii Chichi no Yume wa Mau", "Elegía, El Sueño de Padre Bailó", autor: Kunio Shimizu, 1983
- グレイ・クリスマス (Gurei Kurisumasu, "Gray Christmas", autor: Ren Saitō, 1992-1999
- オットーと呼ばれる日本人 (Ottō to Yobareru Nihonjin, "El Pueblo Japonés llamado Otto", autor: Junji Kinoshita, 2000
- 白バラの祈り (Shiroi Bara no Ori, autor: リリアン・グローブ作、2007, 2012
- アンネの日記 (Anne no Nikki), 2011
- 帰還 (Kikan, "La Repatriación"), autor: Yōji Sakate, 2011

### Película
- 女子大学生 私は勝負する (Joshi Daigakusei Watashi Shōbu suru), 1959
- 戦争と人間 第三部・完結篇 (Sensō to Ningen, "La Guerra y Los Seres Humanos"), 1973

### Televisión
- あこがれ (Akogare)
- ウルトラマン (Ultraman) (episodio 11) 1966 - Reportero
- おかあさん (Okāsan)
- 父娘 (Chichi Musume)
- 火山脈 (Kazanmyaku, "La Cadena Volcánica")
- 項羽と劉邦
- 三匹の侍 第4シリーズ
- 純愛シリーズ (Junai shirīzu)
- 新十郎捕物帖・快刀乱麻
- 青春オリンピック (Seishun Orinpikku)
- 遠山の金さん捕物帳
- どこにもいない (Doko nimo Inai)
- なつかしき海の歌 (Natsukashiki Umi no Uta)
- 不屈の青春 (Fukutsu no Seinen)
- 松山家の人びと (Matsuyamake no Hitobito)
- 良寛さまと子供たち (Yoshihiro sama to Kodomotachi)
- 若い山河 (Wakai Sanga)

### Entretenimiento
- よくみよう(Yoku miyō), 1968